# Admonitio generalis
Admonitio generalis (u doslovnom prijevodu s latinskog na hrvatski: "Opće upozorenje"), naziv je za zbornik zakona. Bio je važnim dijelom karolinškog zakonodavstva i jednim je od naznačajnijih kulturnih artefakata karolinškog razdoblja. Često ga se je navodilo kao jednim od glavnih dokaza postojanja kulturnog preporoda znanog kao karolinška renesansa. Tekst generalis sam potvrđuje odgovornost Karla kao franačkih vladara za spas svoga naroda.
789. ga je godine donio franački kralj Karlo Veliki na poticaj savjetnika Alkuina.
Zbornik je dvodijelan. Prvi dio koji čine poglavlja od 1. do 59. ponavlja stavove crkvenih kanona. Drugi tio čine poglavlja od 60. do 82. U njima je inicirao vlastiti reformski program. Činio je svjetovne i duhovne moćnike neka zajedno rade na temeljitom pokrštavanju društva kojim su još dominirali među plemenima poganski običaji. To je bilo zbog toga što mu se carstvo proširilo na nova područja koja su bila drugog etničkog sastava i zbog toga što mu je carstvo tako obuhvaćalo mnoštvo stanovnika koji bili na svježe pokršteni, a koji su se sve do nedavne prošlosti vodili poganskim običajima. Postavio je i veliki program odgoja i obrazovanja u surječju crkvenih ustanova.